# Fushifaru (Shaviyani-atol)
Fushifaru is een van de onbewoonde eilanden van het Shaviyani-atol behorende tot de Maldiven.